# Drowned World Tour
Die Drowned World Tour war die fünfte Konzert-Tournee der amerikanischen Pop-Sängerin Madonna. Mit der Tour bewarb sie ihre Alben Music (2001) und Ray of Light (1998). Bei der Tournee, die sie zwischen Juni und September durch zwei Kontinente führte, spielte sie vor etwa 730.000 Fans in Europa und in den USA.

## Hintergrund
Nach der Veröffentlichung ihres Albums „Ray of Light“ 1998 war die „Drowned World Tour“ bereits für 1999 geplant, doch aufgrund der Dreharbeiten für den Film The Next Best Thing, der Geburt ihres Sohnes Rocco und den Arbeiten zu dem Music Album wurde die Tournee auf 2001 verlegt.
Während die Tournee ursprünglich in der Kölnarena, Köln starten sollte, mussten beide Konzerte dort aufgrund technischer Probleme abgesagt werden, was die Rückerstattung von 35 000 Tickets zur Folge hatte.

## Erfolg
Nach dem Ende der Tournee waren 76,8 Millionen US-Dollar aus 47 ausverkauften Shows eingespielt worden, somit war die „Drowned World Tour“ die erfolgreichste Tournee eines Solokünstlers im Jahre 2001. Die sechs Shows in Londons Earls Court Exhibition Centre waren in der Rekordzeit von sechs Stunden ausverkauft. Außerdem erhielt die Ticketbörse in den ersten zehn Minuten bereits eine Million Aufrufe, während etwa 30 Millionen Anrufe bei Madonnas Ticket-Hotline eingegangen sind.
Insgesamt waren alle Shows innerhalb kurzer Zeit ausverkauft.

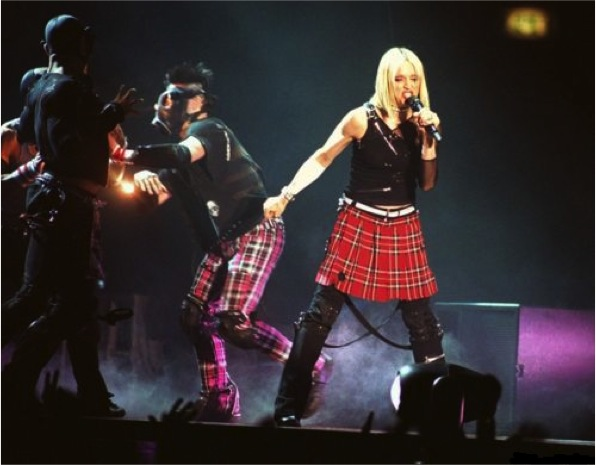
Madonna eröffnet die Show mit „Drowned World Substitute for Love“.

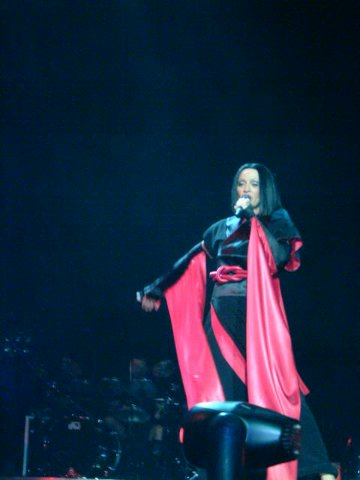
Madonna singt „Nobody’s Perfect“.

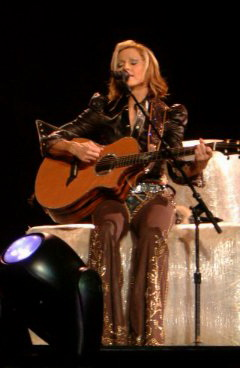
Madonna während „Gone“

## Kritik
Die Tour erhielt insgesamt überwiegend positive Kritiken.
Cory Moss von MTV. schrieb, "Zwar dreht Musik die Welt, aber Kostüme und Theatralik machen mehr Spaß. Keiner weiß das besser, als das Material Girl.
Michael Hubbard Music OMH kommentierte: "…Sie tritt auf mit einer verführerischen Qualität, welche uns nun schon 2 Jahrzehnte betört hat und diese, kombiniert mit ihrer vorzüglichen Musik, resultiert darin, warum Madonna so besonders ist. Sal Quinemani von Slant Magazine schrieb, dass die „Drowned World Tour“ beweist, dass Madonna immer noch ungeschlagen ist in ihrer Fähigkeit, kulturelle Ikonographie in den Mainstream zu ziehen. Simon Price von The Independent schrieb zum einen, dass die Show ein Triumph von Hydraulik, Bungee-Seil Akrobatik und innovativen Choreographien seien, bemerkte jedoch, dass die Setlist größtenteils aus neueren Songs bestünde, und es ihm so schien, als ob es ihr Versuch sei, sich eher in der Gegenwart anstatt der Vergangenheit einzurahmen. Alexis Petridis von The Guardian lobte die perfekten Tanzroutinen und Spezialeffekte, den Hauch von Arroganz und nannte die „Drowned World Tour“ passend für eine der erfolgreichsten Frauen der Welt.

## Show
Die Show selbst beinhaltete insgesamt 5 Segmente: Neo-Punk, Geisha-Anime, Country-Western, Latin und Ghetto/Urban.
Alle hatten ihre eigenen Outfits, und zu „Neo Punk“ trug die Sängerin ein schwarzes Oberteil, kurze Jeans, Reißverschlüsse und Löcher im Bondage-Stil. Bei dem zweiten Song der Show, „Impressive Instant“ trugen die Tänzer Gasmasken. „Geisha-Anime“ war geprägt von eher dramatischen, langsameren Liedern wie „Nobody’s Perfect“, „Mer Girl“ und „Frozen“. Sie trug eine schwarze Perücke, ein schwarz-roten Komeo und hatte zur Eröffnung des Segmentes, (bei dem Lied „Frozen“) Ärmel die so Breit wie die Ganze Bühne waren. Zu „Sky Fits Heaven“ flog die Sängerin mit Bungee-Jumping Schnüren über die Bühne. Für das Segment war außerdem ein silberner Metall-Thron aufgebaut, der viel größer als sie selbst war, und auf dessen mitter Plattform auch Teile des Segmentes stattfanden.
„Country Western Latin“ enthielt Songs mit Gitarre und sie in einem Cowboy Outfit. Für „Latin“ tanzte die Sängerin außerdem Flamenco. „Ghetto/Urban“ prägte auch das Finale der Show („Music“), sie trug dabei ein T-Shirt mit der Aufschrift (vorne)"Mother (hinten) Fucker".
Von den insgesamt gespielten Songs waren die meisten von ihren neusten Alben „Ray of Light“ und „Music“. Einzig „Holiday“ und „La Isla Bonita“ waren 80'er-Hits, auch das Auslassen ihrer „Like A Prayer“-, „I'm Breathless“- und „Like A Virgin“-Zeiten wurde von den Fans negativ aufgenommen, da „Like A Virgin“,"Like A Prayer","Material Girl" und „Express Yourself“ zu erhofften Fan-Favoriten gehörten. Trotzdem erhielt die Show von den Fans positive Kritiken.

## Setliste
1. Drowned World / Substitute For Love (enthält Elemente von „Music“, „Human Nature“, „Impressive Instant“ und „Ray of Light“)
2. Impressive Instant
3. Candy Perfurme Girl
4. Beautiful Stranger
5. Ray of Light
6. Paradise [Not For Me] [Video Einspieler]
7. Frozen
8. Nobody’s Perfect
9. Medley
  1. „Mer Girl“
  2. „Sky Fits Heaven“
  3. „Mer Girl“ [reprise]
10. What It Feels Like for a Girl [Video Einspieler]
11. I Deserve It
12. Don’t Tell Me
13. Human Nature
14. The Funny Song
15. Secret
16. Gone (in einigen US Shows durch „You’ll See“ ersetzt)
17. Don’t Cry For Me Argentina [Tänzer-Einspieler]
18. La Que Siente La Mujer
19. La Isla Bonita
20. Holiday
21. Music

## Tourdaten
| Datum              | Stadt            | Land               | Veranstaltungsort                |
| ------------------ | ---------------- | ------------------ | -------------------------------- |
| 9. Juni 2001       | Barcelona        | Spanien            | Palau Sant Jordi                 |
| 10. Juni 2001      | Barcelona        | Spanien            | Palau Sant Jordi                 |
| 13. Juni 2001      | Mailand          | Italien            | FilaForum                        |
| 14. Juni 2001      | Mailand          | Italien            | FilaForum                        |
| 15. Juni 2001      | Mailand          | Italien            | FilaForum                        |
| 19. Juni 2001      | Berlin           | Deutschland        | Max-Schmeling-Halle              |
| 20. Juni 2001      | Berlin           | Deutschland        | Max-Schmeling-Halle              |
| 22. Juni 2001      | Berlin           | Deutschland        | Max-Schmeling-Halle              |
| 23. Juni 2001      | Berlin           | Deutschland        | Max-Schmeling-Halle              |
| 26. Juni 2001      | Paris            | Frankreich         | Palais Omnisports de Paris-Bercy |
| 27. Juni 2001      | Paris            | Frankreich         | Palais Omnisports de Paris-Bercy |
| 29. Juni 2001      | Paris            | Frankreich         | Palais Omnisports de Paris-Bercy |
| 30. Juni 2001      | Paris            | Frankreich         | Palais Omnisports de Paris-Bercy |
| 4. Juli 2001       | London           | England            | Earls Court                      |
| 6. Juli 2001       | London           | England            | Earls Court                      |
| 7. Juli 2001       | London           | England            | Earls Court                      |
| 9. Juli 2001       | London           | England            | Earls Court                      |
| 10. Juli 2001      | London           | England            | Earls Court                      |
| 12. Juli 2001      | London           | England            | Earls Court                      |
| Nordamerika        |                  |                    |                                  |
| 21. Juli 2001      | Philadelphia     | Vereinigte Staaten | First Union Center               |
| 22. Juli 2001      | Philadelphia     | Vereinigte Staaten | First Union Center               |
| 25. Juli 2001      | New York City    | Vereinigte Staaten | Madison Square Garden            |
| 26. Juli 2001      | New York City    | Vereinigte Staaten | Madison Square Garden            |
| 28. Juli 2001      | New York City    | Vereinigte Staaten | Madison Square Garden            |
| 30. Juli 2001      | New York City    | Vereinigte Staaten | Madison Square Garden            |
| 31. Juli 2001      | New York City    | Vereinigte Staaten | Madison Square Garden            |
| 2. August 2001     | East Rutherford  | Vereinigte Staaten | Continental Airlines Arena       |
| 7. August 2001     | Boston           | Vereinigte Staaten | Fleet Center                     |
| 8. August 2001     | Boston           | Vereinigte Staaten | Fleet Center                     |
| 10. August 2001    | Washington, D.C. | Vereinigte Staaten | MCI Center                       |
| 11. August 2001    | Washington, D.C. | Vereinigte Staaten | MCI Center                       |
| 14. August 2001    | Sunrise          | Vereinigte Staaten | National Car Rental Center       |
| 15. August 2001    | Sunrise          | Vereinigte Staaten | National Car Rental Center       |
| 19. August 2001    | Atlanta          | Vereinigte Staaten | Philips Arena                    |
| 20. August 2001    | Atlanta          | Vereinigte Staaten | Philips Arena                    |
| 25. August 2001    | Auburn Hills     | Vereinigte Staaten | Palace of Auburn Hills           |
| 26. August 2001    | Auburn Hills     | Vereinigte Staaten | Palace of Auburn Hills           |
| 28. August 2001    | Chicago          | Vereinigte Staaten | United Center                    |
| 29. August 2001    | Chicago          | Vereinigte Staaten | United Center                    |
| 1. September 2001  | Paradise         | Vereinigte Staaten | MGM Grand Garden Arena           |
| 2. September 2001  | Paradise         | Vereinigte Staaten | MGM Grand Garden Arena           |
| 5. September 2001  | Oakland          | Vereinigte Staaten | Oakland Arena                    |
| 6. September 2001  | Oakland          | Vereinigte Staaten | Oakland Arena                    |
| 9. September 2001  | Los Angeles      | Vereinigte Staaten | Staples Center                   |
| 13. September 2001 | Los Angeles      | Vereinigte Staaten | Staples Center                   |
| 14. September 2001 | Los Angeles      | Vereinigte Staaten | Staples Center                   |
| 15. September 2001 | Los Angeles      | Vereinigte Staaten | Staples Center                   |

## DVD-Mitschnitt
Das Konzert in Detroit wurde auf DVD aufgenommen, welche am 13. November 2001 unter dem Titel „Drowned World Tour 2001 – Live in Detroit“ weltweit veröffentlicht wurde. Von der DVD wurden 144.000 Exemplare in den USA verkauft, außerdem enthält diese neben dem gesamten Konzert eine Fotogalerie.